# Carroll County, Maryland
Carroll County är ett administrativt område i delstaten Maryland, USA, med 167 134 invånare (2010). Den administrativa huvudorten (county seat) är Westminster.

## Geografi
Enligt United States Census Bureau har countyt en total area på 1 172 km². 1 163 km² av den arean är land och 8 km² är vatten.

### Angränsande countyn
- York County, Pennsylvania - nordöst
- Baltimore County - öst
- Howard County - syd
- Frederick County - väst
- Adams County, Pennsylvania - nordväst